# 伊達発電所
伊達発電所（だてはつでんしょ）は、北海道伊達市長和町163-3にある北海道電力の石油火力発電所。

## 概要
高度経済成長を背景とした電力需要の急増に対応すべく、従来の水力発電や内陸の石炭火力発電に代わる海岸部への重油専焼の火力発電所として建設を計画。
1978年11月に1号機が運転を開始、2号機までが建設された。燃料である重油は室蘭市にあるENEOS室蘭事業所よりパイプラインによって輸送されている。
本発電所敷地内には、北海道電力初の太陽光発電所である「伊達ソーラー発電所」が建設され、2011年6月2日に運転を開始した。

## 沿革
- 1970年[1][2]
  - 1月 - 伊達町に出力25万kW規模1基の重油火力発電所計画を打診。
  - 2月 - 町議会全員協議会で発電所誘致を決定。
  - 4月 - 伊達漁協が発電所計画に基本合意。
  - 4月13日 - 建設予定地の地主全員の同意を得る。
  - 7月 - 発電設備計画を35万kW規模2基に変更。
  - 8月 - 用地買収・建物移転契約を締結完了。
  - 9月 - 地元高校教師を中心とした反対派団体「北電誘致に疑問を持つ会」結成、以後発電所建設計画が停滞。
  - 11月 - 北電社内に公害対策委員会設置。
  - 12月 - 有珠漁協が建設反対を表明。
- 1971年[1]
  - 1月 - 伊達町に発電所調査事務所を設置、地元住民への説得を強化する。
  - 6月 - 北電が伊達町からの環境対策の要請に正式回答。
- 1972年[1]
  - 5月 - 伊達漁協と漁業補償覚書を締結。
  - 7月 - 伊達市と公害防止協定を締結。
  - 7月 - 反対派の市民が建設反対訴訟を札幌地方裁判所に提起。
  - 8月 - 補償交渉の進展や公害防止協定締結を理由に、北海道議会公害対策特別委員会が発電所建設禁止の請願を否決。
  - 10月 - 電源開発調整審議会が建設計画を承認。
  - 12月 - 伊達火力発電所建設所開所。
- 1973年[1]
  - 4月 - 最大の反対を示していた有珠漁協と公害防止・漁業振興策で基本的了解に達する。
  - 4月10日 - 発電所着工。
  - 6月14日 - 機動隊500人・私服警官300人を動員しての工事強行で反対派住民11人を逮捕[3]。
  - 8月 - 北電社内に伊達火発訴訟を含む発電所立地対策・環境対策を担う立地環境部が発足。
- 1974年[1]
  - 6月 - 有珠漁協と漁業振興協定を締結。
- 1975年
  - 1月 - 機材陸揚げ第一船入港、本体工事が本格化する[1]。
- 1977年[1]
  - 6月13日 - パイプライン工事着工。
- 1978年[1]
  - 1月 - 2号機着工。
  - 10月20日 - パイプライン竣工[4]。
  - 11月30日 - 1号機運転開始[4]、当初予定より4年4ヶ月遅れとなった。
- 1980年[1][4]
  - 3月14日 - 2号機運転開始。
  - 10月14日 - 建設反対訴訟が北電全面勝訴で結審。
- 1978年 - 発電所の温排水を活用した魚類養殖の研究を目的に「伊達市温水養殖センター」を開設[5]。
- 2005年 - 冷却用海水の一部を北海道栽培漁業伊達センターに供給開始、マツカワ養殖に使用。また発電所停止後も2024年9月まで供給し運用を続け、海水供給施設が新設される2028年度まで休止を計画する[6]。
- 2011年
  - 6月2日 - 敷地内で太陽光発電所「伊達ソーラー発電所」営業開始[7]。
- 2023年
  - 11月30日 - 1号機休止。[8]
- 2024年
  - 3月末 - 2号機休止[8][9]。

## 発電設備
- 総出力：70万kW[10]

1号機
定格出力：35万kW
使用燃料：重油
ボイラー：三菱重工業
タービン：日立製作所
営業運転開始：1978年（昭和53年）11月30日
休止：2023年11月30日
2号機
定格出力：35万kW
使用燃料：重油
ボイラー：石川島播磨重工業（現・IHI）
タービン：東芝
営業運転開始：1980年（昭和55年）3月14日
休止：2024年3月31日
伊達ソーラー発電所
出力：約1,000kW
発電面積：約3ヘクタール
発電パネル数：4800枚
営業運転開始：2011年（平成23年）6月2日

## 反対運動
伊達発電所建設に際しては反対運動があり、発電容量を当初計画の25万kW1基から35万kW2基に変更した事を期に漁業資源への影響やや大気汚染への懸念が高まり1970年9月に反対派団体が結成され、その後反対派住民による差止め訴訟が提起された。また、建設遅れに伴う電力不足で1976-77年に二年連続で負荷調整を要請することとなった。
反対派は三里塚芝山連合空港反対同盟とも交流していた。
建設反対運動を受けて1970年11月には北電社内に公害対策委員会を設け公害対策の総合調整を行い、1971年1月には伊達町からの大気汚染への懸念・温排水への懸念・環境影響の調査の有無についての回答が要請され当初は燃料硫黄率2.0%・煙突高さ120-130mを想定していたものの合意に至らず、6月には伊達町からの問題解決への要請に対し「燃料含有硫黄率1.7%・煙突高さ200m・排煙脱硫装置建設用地と原油生炊き設備の確保」「重油のパイプラインによる輸送・排水と海水の温度差夏5℃・冬7℃程度」「補完的調査の継続」「公害防止協定の締結」の条件を回答しこのうち硫黄率は国内での調達が困難な低さとなっていた。
1972年5月に漁協との漁業補償覚書を締結、7月に伊達市と公害防止協定を締結。一方で地元反対派は同月に全国で初となる環境権を根拠とした建設禁止訴訟を提起し、122名の原告団を組織し三次に渡る提訴を行った。11月に発電所設置許可が得られ1973年4月より着工し建設には反対派の実力行使もあり機動隊を動員しての厳重な警戒も行われ、1980年10月に建設反対訴訟も北電の全面勝訴で結審した。
敗訴後の原告団メンバーは環境権の維持や向上を訴え続け、1997年には伊達市の環境条例や環境基本計画の制定に向けた環境市民会議にて発電所反対運動の主要メンバーが参加し中心者が市民会議座長となり、1999年4月に「伊達市環境基本条例」として施行された。